# Inge Sofie Skovbo
Inge Sofie Skovbo (født 4. marts 1953) er en dansk skuespiller.
Skovbo blev uddannet fra Skuespillerskolen ved Odense Teater i 1978. Hendes måske nok mest kendte rolle er som Olga Jensen, mor til Lise Nørgaard i den selvbiografiske filmatisering Kun en pige fra 1995. Siden 2004 har hun været tilknyttet Aarhus Teater, hvor hun bl.a. har medvirket i Gregersen-sagaen.

## Filmografi

### Spillefilm
- Skyggen af Emma (1988)
- Kun en pige (1995)
- Sunes familie (1997)
- Kærlighed ved første hik (1999)
- Anja og Viktor 4 - Brændende kærlighed (2007)
- Skyggen i mit øje (2021)

### Tv-serier
- Strenge tider (1994)
- Bryggeren (1996-1997)
- TAXA (1997-1999)
- Strisser på Samsø (1997-1998)
- Pas på mor (1998-1998)
- Dybt vand (1999)
- Lykke (2011)